# کوی لی
کوی لی (انگلیسی: Cui Lei؛ زادهٔ ۲۵ اکتبر ۱۹۸۰) بازیکن هندبال اهل چین بود. وی در بازی‌های المپیک تابستانی ۲۰۰۸ شرکت کرده‌است.